# 結構變位
结构变位是判断结构稳定的一个指标。大的变位一般使结构发生大的位移，如果结构强度大，可能仅仅平移而已，不发生严重危险，但如果结构强度小，有可能造成结构的溃塌。